# Julius Juzeliūnas
Julius Juzeliūnas (født 20. februar 1916 i Bauska, død 15. juni 2001 i Vilnius, Litauen) var en litauisk komponist og lærer. 
Juzeliūnas hører til Litauens vigtige komponister i det 20. århundrede. Han underviste mange af eftertidens komponister.
Han skrev 6 symfonier, operaer, orkesterværker, kammermusik, korværker, vokalstykker, koncerter  etc.

## Udvalgte værker
- Symfoni nr. 1 (1948) - for orkester
- Symfoni nr. 2 (1951) - for orkester
- Symfoni nr. 3 "Mands Lyre" (1965) - for baryton, kor og orkester
- Symfoni nr. 4 (1974) - for orkester
- Symfoni nr. 5 "En salme til sletterne" (1982) - for kvindekor og strygeorkester
- Symfoni nr. 6 "Symfoni af ordsprog "(1987-1991) - for orkester
- Concerto Grosso (1966) - for fløjte, klarinet, obo, fagot, horn, klaver og strygeorkester
- Klarinetkoncert (1985) - for klarinet og strygeorkester
- Orgelkoncert (1963) - for orgel, violin og strygeorkester